# Liste der denkmalgeschützten Objekte in Ried im Oberinntal
Die Liste der denkmalgeschützten Objekte in Ried im Oberinntal enthält die 21 denkmalgeschützten, unbeweglichen Objekte der Tiroler Gemeinde Ried im Oberinntal im Bezirk Landeck.

## Denkmäler
| Foto |                 | Denkmal | Standort                                                   | Beschreibung | Metadaten |
| ---- | --------------- | --- | ---------------------------------------------------------- | --- | --- |
| ja   | Datei hochladen | Versorgungsheim, ehemaliger Ansitz Payr mit Kapelle HERIS-ID: 56972 Objekt-ID: 66634 TKK: 24390                                | Ried i.O. 1 Standort KG: Ried im Oberinntal                | Schon das Portal des Hauses erzählt von dessen uralten Geschichte. Über dem Tor ist das Wappen der Edlen von Payr und seine Ehefrau Ursula Walnöfer 1648. Die von Payr sind kein eigentliches Adelsgeschlecht. In den Urkunden führen sie den Titel Freisassen: es ist das ein Grundadel, der oft viel älter und ehrwürdiger ist, als der „von“-Adel. Schon im Jahre 1306 wird in den Tiroler Raitbüchern ein Hainricus Barvvarus (=Baier, Payr) als Richter in Landeck genannt. Wahrscheinlich gehören die Payr noch zu jenen ersten bajuwarischen Siedlern, welche diese Gegend germanisiert haben. Schon in sehr alten Zeiten erscheinen zwei Linien der Payr, eine in Prutz und eine in Ried. Im 16. Jahrhundert besitzen die Payr den oberen und unteren Turm in Prutz, die urkundlich immer als adelige Ansitze bezeichnet werden. Daneben läuft durch Jahrhunderte die Rieder Linie des Payrischen Geschlechtes und es liegt die Vermutung nahe, dass das mächtige Gebäude, das noch heute den Kern des Heims St. Katharina bildet, der Stammsitz des Payrischen Geschlechtes ist. Aus dieser Familie stammt eine Reihe von Richtern, Geschichtsschreibern und anderen Funktionären des uralten Gerichtes Landeck-Ried. Im Jahre 1830 erweckte der Heldenpriester Stefan Krismer (Stöffele), damals Kurat in Fiss, den Payrischen Besitz zu neuem Leben. Er hatte das ganze Anwesen gekauft und übergab es dem Mutterhaus Zams, das hier im genannten Jahre die erste Filiale in Tirol gründete. Schon im Herbst des Jahres 1832 übernahmen die Schwestern auch den Unterricht in der neu errichteten Mädchenschule. Damals war dieses Institut der Barmherzigen Schwestern in Ried ein selbständiges Mutterhaus, wie in Zams und Imst mit eigener Vorstehung und Noviziat. Darum wird das Heim St. Katharina auch heute noch Kloster genannt. Im Jahre 1845 wurde das Noviziat in Ried aufgelöst und im Jahre 1863 wurde diese Niederlassung als Filiale dem Mutterkloster in Innsbruck zugewiesen. Das Institut der Schwestern in Ried übernahmen außer Schule und Kindergarten die Pflege jener Armen und Ärmsten, für die in den Landgemeinden keine Fürsorge getroffen ist: es sind die Gemeindearmen und Geisteskranken. Das Haus dient heute (2014) als Alten-, Pflege- und Therapiezentrum von Ried und trägt den Namen „Heim St. Katharina“. | BDA-Hist.: Q38074297 Status: § 2a Stand der BDA-Liste: 2025-06-30 Name: Versorgungsheim/ehem. Ansitz Payr mit Kapelle GstNr.: .75, .195 Ansitz Payr, Ried im Oberinntal                         |
| ja   | Datei hochladen | Wohnhaus und Kornkasten, ehemaliges Widum HERIS-ID: 41853 Objekt-ID: 42424 TKK: 30439                                          | Ried i.O. 16 Standort KG: Ried im Oberinntal               | Das Haus wurde bis 1957 als Widum verwendet, seit 2007 wird es als Wohnhaus genutzt. Das Wirtschaftsgebäude aus dem 19. Jahrhundert mit Stall und Stadel wurde nach einem Brand im Jahre 1928 wiedererrichtet. Der zweigeschoßige Bau stammt im Kern aus der 1. Hälfte des 14. Jahrhunderts, es folgten spätere Umbauten und 1900 eine Neufassadierung. Das Haus hat einen Mittelflurgrundriss mit Satteldach und ist giebelseitig über eine Freitreppe und ein Podest mit historisierendem Schmiedeeisengeländer ins leicht erhöhte Erdgeschoß erschlossen. Der südseitig angebaute Kornkasten hat ein eigenes Satteldach. Innen teilweise gotische Kellergewölbe, ein tonnengewölbter Flur und eine getäfelte Stube. | BDA-Hist.: Q38002787 Status: Bescheid Stand der BDA-Liste: 2025-06-30 Name: Wohnhaus und Kornkasten, ehem. Widum GstNr.: .49 Ried im Oberinntal, Hausnummer 16                                  |
| ja   | Datei hochladen | Wohnhaus, Arzthaus HERIS-ID: 76304 Objekt-ID: 89860 TKK: 61261                                                                 | Ried i.O. 51 Standort KG: Ried im Oberinntal               | Das Arzthaus stammt im Kern aus der 1. Hälfte des 19. Jahrhunderts. Der zweigeschoßige Bau über einem Mittelflurgrundriss hat ein Krüppelwalmdach und ist giebelseitig über eine doppelläufige Freitreppe und ein großes Rundbogenportal erschlossen. Innen sind teilweise Gewölbe erhalten. 2009/2010 wurde es im Rahmen des Stadt- und Ortsbildschutzes durch Architekt Klaus Mathoy in Passivhausqualität saniert (Tiroler Sanierungspreis 2011), umgebaut und durch einen modernen Zubau an der Rückseite des Gebäudes erweitert, verbunden durch ein verglastes Stiegenhaus. | BDA-Hist.: Q38143366 Status: § 2a Stand der BDA-Liste: 2025-06-30 Name: Wohnhaus, Arzthaus GstNr.: 1833 Arzthaus (Ried im Oberinntal)                                                           |
| ja   | Datei hochladen | Kalvarienberg HERIS-ID: 76261 Objekt-ID: 89817 TKK: 61201                                                                      | Ried i.O. 62, südöstlich Standort KG: Ried im Oberinntal   | Die Kreuzigungsgruppe am Kalvarienberg ist Teil des Ensembles Kalvarienberg, zu dem auch die sieben Kreuzwegstationen gehören. Sie stammt aus dem 17. Jahrhundert. In dem offenen, kapellenartigen Holzbau unter einem Pultdach befinden sich eine geschnitzte barocke Kreuzigungsgruppe mit Christus und den beiden Schächern sowie drei ausgesägte und bemalte Bretterfiguren, Assistenzfiguren der hll. Maria, Maria Magdalena und Johannes dem Evangelisten. | BDA-Hist.: Q38143018 Status: § 2a Stand der BDA-Liste: 2025-06-30 Name: Kalvarienberg GstNr.: 1379/2 Kalvarienberg (Ried im Oberinntal)                                                         |
| ja   | Datei hochladen | Ansitz, Sailerhaus, Sterzingerhaus HERIS-ID: 40113 Objekt-ID: 40007 TKK: 30440                                                 | Ried i.O. 65 Standort KG: Ried im Oberinntal               | Das Sterzingerhaus, heute Sailerhaus, ist der barocke Edelsitz der Familie Sterzinger, der von ihrer Macht im Obergericht zeugt. Der dreigeschoßige Bau hatte einst als Sitz des Spaurischen Patrimonialgerichts über Ried hinausreichende Bedeutung, wovon sein stattliches Äußeres kündet. Der blockhafte, im Kern spätgotische Baukörper aus dem 16. und 17. Jahrhundert wird durch einen Blendgiebel überhöht, die Mittelachse der Fassade durch Portal und Erker betont. Die Ortsteingliederung an den Kanten und die frühbarocken Fensterverdachungen setzen zusätzliche Akzente. Im Inneren gewölbte Flure und Hallen mit Putzrippen. 1961 wurde der Bau unter Denkmalschutz gestellt. Im Jahre 1974 sollte das bewohnte und gut erhaltene Haus der Straßenregulierung weichen. | BDA-Hist.: Q37993044 Status: Bescheid Stand der BDA-Liste: 2025-06-30 Name: Ansitz, Sailerhaus, Sterzingerhaus GstNr.: .68/1 Sterzingerhaus, Ried im Oberinntal                                 |
| ja   | Datei hochladen | Schloss Sigmundsried HERIS-ID: 40115 Objekt-ID: 40009 TKK: 24393                                                               | Ried i.O. 67 Standort KG: Ried im Oberinntal               | Schloss Sigmundsried ist das Wahrzeichen von Ried, die einstige Dorfburg gehörte den Herren von Ried. Erstmals namentlich erwähnt wurde das Schloss 1120, die Herren von Ried hatten einen Basilisken in ihrem Wappen, der auch heute noch das Gemeindewappen von Ried ziert. Im 13. und 14. Jahrhundert diente das Schloss dem Adelsgeschlecht von Ried als ständiger Wohnsitz und kontrollierte die Handelsstraße über den Reschenpass. Mehrmals wurde die Dorfburg umgebaut, so auch unter Siegmund dem Münzreichen im 15. Jahrhundert, von dem sie auch den Namen „Sigmundsried“ hat. 1550 wurde vom Ritter Veit von Wehingen (er kämpfte in vielen Schlachten für österreichische Kaiser, bekannt wurde er wegen seiner Rolle beim Sacco di Roma) das Bezirksgericht Ried in Tirol von Burg Laudegg nach Schloss Sigmundsried verlegt. Bekanntester Pfleger im Schloss war Martin Andreas Sterzinger von Sigmundsried. Das Schloss war einige Jahre im Besitz des Österreichischen Bundesheeres und befindet sich seit 1999 im Besitz der Gemeinde Ried. | BDA-Hist.: Q16294542 Status: Bescheid Stand der BDA-Liste: 2025-06-30 Name: Schloss Sigmundsried GstNr.: .88 Schloss Sigmundsried, Ried im Oberinntal                                           |
| ja   | Datei hochladen | Kapuzinerkloster und Kirche zum Hl. Kreuz HERIS-ID: 55842 Objekt-ID: 64711 TKK: 28766                                          | Ried i.O. 79 Standort KG: Ried im Oberinntal               | Die Kapuzinerkirche befindet sich im Ortsteil Truyen in der Nähe des Lindenplatzes. Das Gotteshaus, das mit dem benachbarten Kloster des Kapuzinerordens direkt verbunden ist, wurde gegen Ende des 17. Jahrhunderts errichtet. Der auslösende Moment für den Bau ist in der Gegenreformation zu suchen, man wollte dem Vordringen des Calvinismus aus der Schweiz Einhalt gebieten. Nachdem 1682 das Kapuzinerkloster in Imst übergeben worden war, ersuchte die Gemeinde Ried mit den Nachbarorten die geistlichen und weltlichen Behörden im Oberen Gericht, ebenfalls den Bau eines Kapuzinerklosters als religiöses Bollwerk gegen die „Häresie der Calvinisten“ im Engadin zu genehmigen. Mit Unterstützung des Pflegers von Laudegg, Andreas Sterzinger, gelang es schließlich den Brixener Fürstbischof Johannes Franz Graf Khuen von der Notwendigkeit eines Kapuzinerklosters in Ried zu überzeugen. Das Kloster wurde mit Dekret vom 24. Jänner 1694 von der zuständigen Kongregation der Kardinäle bestätigt (“Hospitium in loco Riedae committitur”). Während die Kapuziner zunächst noch in das Frühmesserhaus einzogen, konnten sie bald darauf in die neue Klosteranlage übersiedeln, die mit einer aus der Mitte des 17. Jahrhunderts stammenden Loretokapelle verbunden wurde, deren Betreuung die Patres übernahmen. 1705 entschloss sich die Gemeinde, für die Kapuziner eine eigene Kirche zu errichten, die 1713 durch den Brixner Fürstbischof Kaspar Ignaz von Künigl geweiht wurde. Bis zu seiner offiziellen Schließung 2006 war das Kloster immer nur von wenigen Patres besetzt, die in die Seelsorge der Region tätig waren und sich überdies der Armen- und Krankenpflege widmeten. | BDA-Hist.: Q38068250 Status: Bescheid Stand der BDA-Liste: 2025-06-30 Name: Kapuzinerkloster und Kirche zum Hl. Kreuz GstNr.: .105                                                              |
| ja   | Datei hochladen | Ansitz, Schweiglhaus HERIS-ID: 40114 Objekt-ID: 40008 TKK: 30441                                                               | Ried i.O. 81 Standort KG: Ried im Oberinntal               | Das sogenannte Schweiglhaus in Ried ist ein ansitzartiges Gebäude in der Nähe des Schlosses Sigmundsried. Im Kern ist dieser Ansitz wohl aus dem 18. Jahrhundert und stand mit dem Schloss in enger Beziehung. So ermöglichte ein heute zum Großteil eingestürzter Fluchtgang eine ungehinderte Verbindung zwischen dem wahrscheinlich als Verwaltungshaus dienenden Objekt und dem festungsartigen Turm des Schlosses. Das im Kern barocke Gebäude wurde im Ende des 19. Jahrhunderts erweitert und erhielt damals die heutige Fassadierung mit der mit einem bemerkenswerten Volutengiebel geschmückten Westfront. Die giebelbekrönende Wetterfahne trägt die Bezeichnung 1895. Zur gleichen Zeit wurde der Ansitz um eine Achse nach Osten erweitert und erhielt dabei den neubarocken Fassadenschmuck. Das Obergeschoß ist vom Erdgeschoß durch ein kräftiges Horizontalgesims abgesetzt. Im ersten Obergeschoß ruht ein kleiner Balkon mit gebauchten Schmiedeeisengitter auf einem muschelartigen Sockel. Im Giebelfeld gibt es eine Mittelnische und zwei Fenster mit bogenförmigen, durch eine Pilgermuschel gezierten Abschluss. Die Figur in der Nische ist eine Statue der Maria Immaculata, das barocke Bildwerk stammt eventuell von Andreas Kölle (um 1769?). Vor dem Haus ein eingemauerter Stein mit der Jahreszahl 1769. | BDA-Hist.: Q37993053 Status: Bescheid Stand der BDA-Liste: 2025-06-30 Name: Ansitz, Schweiglhaus GstNr.: .107                                                                                   |
| ja   | Datei hochladen | Sägemühle HERIS-ID: 11328 Objekt-ID: 7413 TKK: 24406                                                                           | Ried i.O. 96 Standort KG: Ried im Oberinntal               | Sägemühle am Stalanzer Bach, bemerkenswerte Augsburger Säge aus dem 18. Jahrhundert | BDA-Hist.: Q38096983 Status: Bescheid Stand der BDA-Liste: 2025-06-30 Name: Sägemühle GstNr.: 1766 Sägemühle, Ried im Oberinntal                                                                |
| ja   | Datei hochladen | Straßenbrücke, Christina-Bach-Brücke HERIS-ID: 76297 Objekt-ID: 89853 TKK: 61260                                               | Ried i.O. 99, in der Nähe Standort KG: Ried im Oberinntal  | Die Steinbrücke über den Christiner Bach folgt dem kurvigen Straßenverlauf. Der Brückenbogen ist aus unverputzten Steinen aufgemauert, die westliche Begrenzungsmauer trägt straßenseitig die Jahreszahl 1932. 2004 und 2005 renoviert. | BDA-Hist.: Q38143300 Status: § 2a Stand der BDA-Liste: 2025-06-30 Name: Straßenbrücke, Christina-Bach-Brücke GstNr.: 1742, 1770, 1758 Christina-Bach-Brücke, Ried im Oberinntal                 |
| ja   | Datei hochladen | Ehem. Lagerhaus der landwirtschaftlichen Genossenschaft und Seilbahntrakt HERIS-ID: 55840 Objekt-ID: 64709 TKK: 24404seit 2017 | Ried i.O. 110 Standort KG: Ried im Oberinntal              | Das mit einer Seilbahnstation verbundene Lagerhaus wurde um 1944 zum Bau und zur Versorgung der Aussiedlerhöfe auf der Hochterrasse im Gemeindegebiet von Fiss errichtet. Der langgestreckte Hauptbau mit steilem Satteldach und Bundwerkgiebel weist eine unregelmäßige Fassadengliederung mit grober Putzstruktur, Erkern, rundbogigen Tür- und kleinrechteckigen Fensteröffnungen und Freitreppe auf. Die Wandfresken mit Motiven aus dem bäuerlichen Leben wurden 1944 von Luis Alton geschaffen. Der südseitig angefügte, zurückversetzte Bauteil diente bis in die 1960er Jahre als Seilbahnstation. Ab 2012 wurde das Gebäude für Wohnzwecke und gewerbliche Nutzung adaptiert. | BDA-Hist.: Q38068219 Status: Bescheid Stand der BDA-Liste: 2025-06-30 Name: Ehem. Lagerhaus der landwirtschaftlichen Genossenschaft und Seilbahntrakt GstNr.: 1115 Lagerhaus Ried im Oberinntal |
| ja   | Datei hochladen | Bildstock hl. Johannes Nepomuk HERIS-ID: 76310 Objekt-ID: 89866 TKK: 61237                                                     | Ried i.O. 112, in der Nähe Standort KG: Ried im Oberinntal | Die am Ostufer der Innbrücke aufgestellte Schnitzfigur des hl. Johannes Nepomuk ist eine von Walter Rettenbacher um 2000 angefertigte Kopie des barocken Originals von Andreas Kölle aus der Zeit um 1740. Sie steht unter einer arkadenartigen Schutzüberdachung aus Beton mit halbrundem Flachdach. | BDA-Hist.: Q38143394 Status: § 2a Stand der BDA-Liste: 2025-06-30 Name: Bildstock hl. Johannes Nepomuk GstNr.: 1510/2 Bildstock hl. Johannes Nepomuk, Innbrücke, Ried im oberen Inntal          |
| ja   | Datei hochladen | Kath. Pfarrkirche hl. Leonhard HERIS-ID: 55841 Objekt-ID: 64710 TKK: 24388                                                     | bei Ried i.O. 142 Standort KG: Ried im Oberinntal          | Die Grundsteinlegung für die Pfarrkirche St. Leonhard erfolgte bereits im Jahre 1320. Damals wurde an der Stelle, wo sich jetzt der Hochaltar befindet, eine Kapelle zu Ehren des hl. Leonhard errichtet. Von 1512 bis 1526 wurde die Kapelle zu einem gotischen Kirchlein erweitert. Der Zubau des Kirchturms in der heutigen Form erfolgte im Jahre 1550. Ein weiterer Ausbau der Kirche zur heutigen Größe wurde dann noch in der Zeit von 1715 bis 1718 durchgeführt. Renoviert 1975, 1981 und 2012. Am Kirchturm in Ried befinden sich dieselben Wappen wie in der Schlosshalle von Siegmundsried: Wappen Ritter Wehingen und Wappen seiner Frau Francesca von Castiona; Österreichischer Bindenschild und Tiroler Adler. | BDA-Hist.: Q38068238 Status: § 2a Stand der BDA-Liste: 2025-06-30 Name: Kath. Pfarrkirche hl. Leonhard GstNr.: .1 Pfarrkirche hl. Leonhard, Ried im Oberinntal                                  |
| ja   | Datei hochladen | Friedhof Ried HERIS-ID: 76301 Objekt-ID: 89857 TKK: 115686                                                                     | bei Ried i.O. 142 Standort KG: Ried im Oberinntal          | Der Friedhof rundum die Pfarrkirche geht auf das Jahr 1732 zurück. In die umlaufende Friedhofsmauer wurden 1737 Nischenbildstöcke eingebaut, die früher als Kreuzwegstationen, heute als Grabstätten genutzt werden. An der Nordseite ist eine Totenkapelle aus 1981/1982 in die Friedhofsmauer integriert. | BDA-Hist.: Q38143319 Status: § 2a Stand der BDA-Liste: 2025-06-30 Name: Friedhof Ried GstNr.: 1580 Friedhof Ried im Oberinntal                                                                  |
| ja   | Datei hochladen | Loretokapelle HERIS-ID: 84590 Objekt-ID: 98719 TKK: 28767                                                                      | neben Ried i.O. 162 Standort KG: Ried im Oberinntal        | Die Loretokapelle wurde um 1654 vom Kuraten Andreas Gaulrapp und von Andreas Sterzinger, Pfleger von Laudegg, gestiftet, ihr Altar aus dem Jahre 1659 wurde von Adam Payr geschaffen. An der Fassade der Kapelle sind die beiden Stifter mit der Übertragung des Hauses Loreto und einer Ansicht von Ried abgebildet (1669). Die Kastenorgel in der Kapelle stammt aus der zweiten Hälfte des 17. Jahrhunderts; sie wurde 1995 repariert, nachdem man 1984/85 die Kapelle restauriert hatte. | BDA-Hist.: Q38183249 Status: § 2a Stand der BDA-Liste: 2025-06-30 Name: Loretokapelle GstNr.: .104                                                                                              |
| ja   | Datei hochladen | Nepomukbrunnen HERIS-ID: 76252 Objekt-ID: 89808 TKK: 61229                                                                     | Standort KG: Ried im Oberinntal                            | Der ovale, hölzerne, fassartige Brunnentrog („Fasslbrunnen“) wurde um 2000 errichtet, auf der Brunnensäule befindet sich eine barocke Schnitzfigur des hl. Johannes Nepomuk unter einer Schutzüberdachung. | BDA-Hist.: Q38142902 Status: § 2a Stand der BDA-Liste: 2025-06-30 Name: Nepomukbrunnen GstNr.: 145 Nepomukbrunnen (Ried im Oberinntal)                                                          |
| ja   | Datei hochladen | Schulerkapelle (Lindenkapelle) HERIS-ID: 76257 Objekt-ID: 89813 TKK: 61208                                                     | Standort KG: Ried im Oberinntal                            | Die Figur des Heilands an der Geißelsäule in der Schulerkapelle bei den Linden stammt von Andreas Kölle. | BDA-Hist.: Q38142951 Status: § 2a Stand der BDA-Liste: 2025-06-30 Name: Schulerkapelle (Lindenkapelle) GstNr.: .187 Schulerkapelle (Ried im Oberinntal)                                         |
| ja   | Datei hochladen | Bildstock HERIS-ID: 76259 Objekt-ID: 89815 TKK: 61211                                                                          | Standort KG: Ried im Oberinntal                            | Der kleine, gemauerte Bildstock mit Satteldach ist in eine Gartenmauer integriert. In der Rundbogennische ein Gusseisenrelief Kreuzigung Christi und Assistenzfiguren (bez. 1805). | BDA-Hist.: Q38142974 Status: § 2a Stand der BDA-Liste: 2025-06-30 Name: Bildstock GstNr.: 1548/1 Bildstock (Ried im Oberinntal)                                                                 |
| ja   | Datei hochladen | Kreuzweg HERIS-ID: 76260 Objekt-ID: 89816 TKK: 61197, 61198, 61196, …                                                          | Standort siehe Beschreibung KG: Ried im Oberinntal         | Der Kreuzweg entlang des Lanawegs stammt aus der 2. Hälfte des 19. Jahrhunderts, die 7 Stationen führen zum Kalvarienberg. Die gleichartigen, gemauerten Bildstöcke haben ein schindelgedecktes Satteldach und in der vergitterten Rundbogennische jeweils ein polychromes Holzrelief, darunter eine erklärende Inschriftentafel. Sie widmen sich den Themen Christus fällt zum ersten Mal unter dem Kreuz (Lage), Christus begegnet seiner Mutter Maria (Lage), Simon von Cyrene hilft Christus das Kreuz tragen (Lage), Veronika reicht Christus das Schweißtuch (Lage), Christus fällt zum zweiten Mal unter dem Kreuz (Lage), Christus begegnet den weinenden Frauen (Lage) und Christus fällt zum dritten Mal unter dem Kreuz (Lage). Anmerkung: die näherungsweisen Koordinaten der letzten drei Bildstöcke sind durch Mittlung der Kamerakoordinaten mehrerer Aufnahmen zustande gekommen. | BDA-Hist.: Q38142994 Status: § 2a Stand der BDA-Liste: 2025-06-30 Name: Kreuzweg GstNr.: 1523/2 Kreuzweg (Ried im Oberinntal)                                                                   |
| ja   | Datei hochladen | Kriegerdenkmal HERIS-ID: 76303 Objekt-ID: 89859 TKK: 24407                                                                     | Standort KG: Ried im Oberinntal                            | Das kleine Kriegerdenkmal an der Südwestecke des Friedhofs wurde nach Entwürfen von Franz Baumann 1925 erbaut. Sie ist dreiseitig offen, die gemauerte Ostwand ist durch einen Rundbogen aufgelockert. Darüber verschindeltes Pyramidendach. Wandbild des Kampfes des hl. Georg gegen den Drachen von Kurt Weiß, bez. 1925. Unterhalb Tafeln mit den Namen der Gefallenen beider Weltkriege. | BDA-Hist.: Q38143342 Status: § 2a Stand der BDA-Liste: 2025-06-30 Name: Kriegerdenkmal GstNr.: 2/1 Kriegerdenkmal (Ried im Oberinntal)                                                          |
| ja   | Datei hochladen | Kapelle Freitzberg HERIS-ID: 58513 Objekt-ID: 69220 TKK: 24409                                                                 | Ried i.O. 88, nördlich Standort KG: Ried im Oberinntal     | Die barocke, 1832 erneuerte Freitzbergkapelle, die u. a. eine Giner-Krippe besitzt, wurde 1990–1996 restauriert. | BDA-Hist.: Q38083783 Status: Bescheid Stand der BDA-Liste: 2025-06-30 Name: Kapelle Freitzberg GstNr.: .158                                                                                     |